# Língua punu
Yipunu também conhecido como Yisira é uma língua bantu falada na República do Gabão e na República do Congo por alguns milhares de pessoas, principalmente dos grupos étnicos Punu e Ghisir, esse o maior dos quatro principais grupos étnicos do Gabão. Yipunu tem cerca de 120 mil falantes nativos, principalmente da região sul, incluindo 8 mil falantes no sul do Congo francês. É classificado como B.43 na classificação Guthrie das línguas bantus.
A língua Rimba às vezes é considerada um dialeto, mas seu léxico é bem divergente.

## Escrita
A forma do alfabeto latino usado pela língua não apresenta as consoantes C, H, J, P, Q, T, X, Z. Usam-se as formas Dj, Gw, Mb, Nd, Ndz, Ny; as 5 vogais podem ser curtas ou longas (essas duplas ou com acento curcunflexo). Usam-se também nas vogais os acentos agudo e grave.

## Ligações extermas
- Punu em Omniglot.com
- Punu em Ethnologue
- Punu em Glottolog
- Punu em Persee
- Punu em Cotedivoire.news